# Foho Aisaromelau
Der Foho Aisaromelau (kurz: Aisaromelau) ist ein Berg in der osttimoresischen Gemeinde Bobonaro. Er liegt im Zentrum des Sucos Dau Udo (Verwaltungsamt Cailaco), in der Aldeia Sah-Heu und hat eine Höhe von 524 m. Im Nordwesten befindet sich an seinen Hängen das Dorf Gerotete. Südlich liegt der Foho Mutolaeo (536 m).